# 两英镇
两英镇是中国广东省汕头市潮南区 所辖的一个镇，是广东省针织专业镇、中国针织名镇。位于大南山北麓，潮南区中部，北与司马浦镇接壤，东北为峡山街道，东交胪岗镇，南与雷岭镇为邻，西南畔有红场镇相接，东枕仙城镇。全镇总面积72.4平方公里，共约20万人口，下辖30个（村）居委会。饱受污染的两英大溪蜿蜒穿镇而过。明清至今一直是潮阳、普宁市、惠来县三市（县）重要商品集散地之一。

## 历史
于清乾隆元年(1736年)已成圩集（圩日为农历一、四、七），原叫乌鸦圩，后雅称鹰圩，因先在溪北设老圩，后在溪南设新圩，合称两鹰圩，又“鹰”与“英”同音，后俗成今名。。1956年12月，原潮阳县撤区并乡，时有两英、古厝、金瓯。1957年12月，潮阳县再将44个乡合并成27个大乡，两英、古厝、金瓯合并成两英乡。1961 年成立两英公社，1983年改区，1986年11月8日，广东省人民政府批准潮阳县撤区置镇建制建镇，两英于此时设镇。

### 大事记
- 清光绪八年（1882年）于黄陇都古溪（今两英镇古溪居委会）南畔建古溪天主堂的老堂部分，为土木砖瓦建筑，长方形，长约7.5丈、宽约3丈。宣统二年（1910年）前后，连接老教堂之后，续建新堂部分。
- 民国21年（1932年）3月12日，广东第一集团军独立第二师师长张瑞贵率3个团（后增加1个独立团）3000多人，联合潮普惠(潮阳县、普宁县、惠来县)3县地方警卫队4000余人抵两英，占秋风岭；13日占林招村，25日在两英召开3县绥靖会议，部署“围剿”南山苏区。
- 民国22年（1933年）6月19日，析出两英圩及河浦寮、顾厝寮、四美、古溪、墙围、圆山仔、金瓯、风吹、山沟寮、三顺（现云坑村、暗坑村、叠石村）、秋风岭（前几个乡村属现两英镇）、龟山湾、流汾水、后棚、牛角丘、林者世（现红场镇苏林村）、赤竹垭、林招等18个乡村成立南山移垦委员会。张瑞贵兼任委员长，以3年免租诱抚离寨村民回乡生产。民国24年（1935）10月1日改称南山管理局，局长薛汉光。
- 民国24年（1935年）春季起至民国26年（1937）上半年，钟萍洲（原马来亚共产党员）受中共广州市外县工作委员会的派遣，回两英开展革命活动，成立南山青年进德会，创办粤语夜学班，为两英地区重建共产党组织作准备。
- 民国26年（1937年）9月中旬，两英成立南山青年抗日救亡同志会，学校师生、工人、店员及南山青年进德会共1000多人参加。
- 民国27年（1938年）6月，潮、普、惠、南3县1局青抗会联席会议在两英召开，通电声援惠来县青抗会反迫害斗争。8月，南山管理局创办南山公立初级中学，址在两英公园前河浦祠，首任校长黄朴山。
- 民国30年（1941年）《韩江日报》在两英创办。
- 民国32年（1943年）大旱，潮汕大饥荒，两英死亡8000多人。
- 民国34年（1945年）2月22日两英沦陷。后翁照垣（时任潮惠揭南抗日自卫团总指挥）联系南山管理局钟廷忠的便衣队，合组广东省第八区民众抗日自卫团指挥部南山第一中队。在埔美村一柑园伏击日本兵，杀几人。8月15日日本宣布无条件投降。两英等乡学校师生举行大规模游行；市场商店货物大平卖，庆祝抗日战争胜利。
- 民国35年（1946年）上半年，广东省第五行政督察专员公署专员郑绍玄在南山管理局所在地两英设立潮普惠南联防办事处，指挥“清剿”共产党。
- 民国37年（1948年）9月15日，中共两英总支部和四七武工队、抗征队第五大队在赵公卫（中共党员、南山管理局军事科长）配合下，乘夜突袭两英区长黄应秋家赌场，处决叛徒、南山管理局第二联防处主任兼刑警队长陈壬癸。
- 民国38年（1949年）5月8日，中国人民解放军闽粤赣边纵队第二支队第十一团配合边纵主力部队，同二支第一、四团联合作战，解放两英。是役全歼守敌一个大队260多人，缴获机枪6挺、长短枪40多支，活捉南山管理局局长林达。两英军管会成立，主任方维新。同月设立潮揭丰人民行政委员会裕民银行两英办事处，解放区开始流通裕民券，11月改称南方人民银行潮阳办事处，址迁峡山。发行南方券作为流通货币。8月15日，国民党十二兵团胡琏残部进入潮阳县，时两英被掳去数十人。9月27日上午，胡琏残兵200余人窜掠两英，占据新圩、老圩、金龙楼等高地。
- 1950年11月1日，潮阳县辖10个区改用序列区名，称潮阳县×区人民政府，时两英为十区。
- 1952年8月，潮阳县将原10个区改建为17个区（仍用序列区名）、1个区级镇。时两英为十二区（两英区）。
- 1950年3月，广东省人民政府决定撤销南山管理局，把原属南山管理局的两英、河浦寮、顾厝寮、古溪、四美、金瓯、山沟寮、林招、雷岭、石船等10个乡村复归潮阳县。
- 1956年8月，潮阳县在十二区（两英）创办农业学校，翌年并入潮安农校。9月8日，县在两英公园建立首座革命烈士纪念碑。
- 1988年5月1日15时40分，两英镇西新村一带附近5个村出现龙卷风，风力12级以上。共326户受灾，死5人，伤49人，房屋倒塌239间。8月12日，永丰英歌队应全国艺术院校第二届中国舞“桃李杯”比赛委员会特邀，赴北京演出。
- 1997年10月29日，两英镇红口輋水库发生重大沉船事故。事因严重超载造成，船上41人全部落水，时有一过往木船经过奋力救起11人，其余沉于水下，至30日凌晨2时半，30具遇难尸体全部打捞上来。

## 行政区划
- 居民委员会：两英、墙新、美林、陈库、古厝、永丰、新圩、新厝、河浦、墙老、西陇、高堂、古溪
- 行政村：崎沟、后洋、禾皋、下小坑、上小坑、四十亩、高美、新寮门、秋风、圆山、西新、东北、鹤丰、鹤联、凤华、仙斗、仙新

## 交通
- 揭惠高速公路
- 235省道司神公路
- 236省道陈沙公路

## 经济
两英镇素来农业、工副业、手工业较为发达。原先有古厝“木仔”、缶窑“鼎仔”、圆山“李仔”、草尾篮“浅鼎”、古溪“蒜仔”等歌谣传唱。传统行业为纺织、制陶、铸造，但现只有纺织业依然繁盛。
光绪五年（1879年）黄陇都永丰钟盛壁（既现永丰居委的五房祖）的子孙开办的胜利号、义成号、和丰号、成合号4家犁鼎店联合创办钟翔龙鼎厂，并经府、省两院和朝廷各级核准，于十一月二十六日开工铸造。潮州城名产龙湫鼎的技术师傅主要就是永丰钟盛壁子孙。
光绪二十九年（1903年），黄陇都古溪私办信丰人力机织布厂开业。拥有织布机166台，工人逾千人。。

## 方言
全镇通行潮州话，属潮阳南山片口音。其中古厝，永丰，新圩，新厝，四十亩，高美，新寮门，秋风，圆山，风华，仙斗，仙新等十二村居原先祖辈说海陆口音的客家话。